# Škoda Favorit (1936)
Der Škoda Favorit war der Nachfolger des Škoda 430 D. Die viertürige Mittelklasselimousine kam 1936 mit einer Karosserie in Holz-/Stahlmischkonstruktion heraus.
Der wassergekühlte, seitengesteuerte Vierzylinder-Viertaktmotor hatte einen Hubraum von 1802 cm³ und eine Leistung von 38 PS (28 kW). Er beschleunigte das 820–1410 kg schwere Fahrzeug bis auf 95 km/h. Über das an den Motorblock angeflanschte Getriebe und eine Kardanwelle wurde die Antriebskraft an die Hinterräder weitergeleitet. Der vorne und hinten gegabelte Skelettrahmen des Wagens bestand aus geschweißten Stahl-U-Profilen und besaß ein Zentralrohr.
1938 erschien parallel dazu der Škoda Favorit 2000 OHV. Er hatte einen vollkommen neuen, obengesteuerten Vierzylinder-Viertakt-Reihenmotor mit 2091 cm³ Hubraum und 55 PS (40 kW) Leistung. Die Höchstgeschwindigkeit des neuen Fahrzeugs betrug 110 km/h.
Vom Modell mit seitengesteuerter Maschine wurden 169 Wagen in den Jahren 1936–1939 hergestellt, das Modell mit obengesteuerter Maschine brachte es auf 54 Exemplare in den Jahren 1938–1941.